# Mount Moxley
Mount Moxley är ett berg i Antarktis. Det ligger i Östantarktis. Nya Zeeland gör anspråk på området. Toppen på Mount Moxley är 2 166 meter över havet, eller 631 meter över den omgivande terrängen. Bredden vid basen är 4,9 km.
Terrängen runt Mount Moxley är varierad. Trakten är obefolkad. Det finns inga samhällen i närheten.